# Resultados do Carnaval de Belém em 2009
Resultados do Carnaval de Belém em 2009.

## Grupo 1

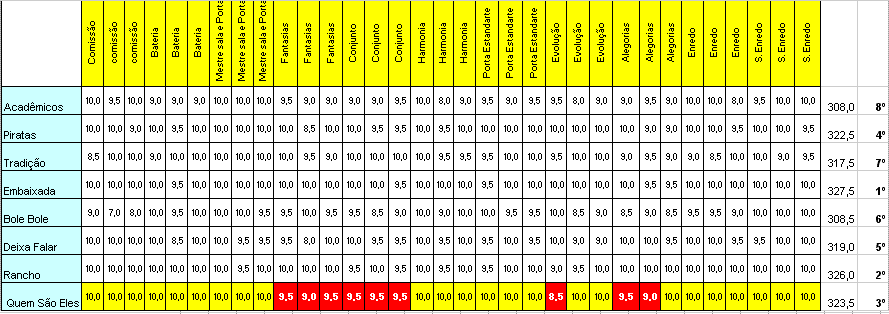
Resultado final em 2009

| Posição | Escolas                        | Ref   | Ref                       | Classificação ou rebaixamento |
| ------- | ------------------------------ | ----- | ------------------------- | ----------------------------- |
| 1       | Império Pedreirense            | 341,5 |                           | Campeã do Carnaval 2009       |
| 2       | Rancho Não Posso Me Amofiná    | 336   |                           |                               |
| 3       | Piratas da Batucada            | 335,5 |                           |                               |
| 4       | Império do Samba Quem São Eles | 333,5 |                           |                               |
| 5       | Deixa Falar                    | 333   |                           |                               |
| 6       | Tradição Guamaense             | 332   |                           |                               |
| 7       | Bole-Bole                      | 323   |                           |                               |
| 8       | Pedreira                       | 317,5 | Desce para o Grupo 2 2010 |                               |

## Grupo 2
| Posição | Escolas                  | Ref   | Ref                       | Classificação ou rebaixamento |
| ------- | ------------------------ | ----- | ------------------------- | ----------------------------- |
| 1       | Alegria Alegria          | 229,5 |                           | Sobe para o Grupo 1 2010      |
| 2       | Xodó da Nega             | 226,5 |                           |                               |
| 3       | Coração Jurunense        | 225,5 |                           |                               |
| 4       | Academia Jurunense       | 225   |                           |                               |
| 5       | Mocidade Unida do Benguí | 220   |                           |                               |
| 6       | A Grande Família         | 217   |                           |                               |
| 7       | O Habitat do Boto        | 212   |                           |                               |
| 8       | Cacareco                 | 211   |                           |                               |
| 9       | Matinha                  | 205,5 |                           |                               |
| 10      | Pratinha                 | 204   |                           |                               |
| 11      | Embaixadores Azulinos    | 188,5 | Desce para o Grupo 3 2010 |                               |

## Grupo 3
| Posição | Escolas                    | Pontos | Ref                              | Classificação ou rebaixamento |
| ------- | -------------------------- | ------ | -------------------------------- | ----------------------------- |
| 1       | Rosa de Ouro               | 213    |                                  | Sobe para o Grupo 2 2010      |
| 2       | Caprichosos da Cidade Nova | 212,5  |                                  |                               |
| 3       | Parangolé do Samba         | 212    |                                  |                               |
| 4       | Mocidade Olariense         | 208    |                                  |                               |
| 5º      | Rosa da Terra Firme        | 200    |                                  |                               |
| 6       | Nova Mangueira             | 197    |                                  |                               |
| 7       | União Montenegrense        | 188    |                                  |                               |
| 8       | Unidos da Osvald           | 186,5  |                                  |                               |
| 9       | O Grito da Liberdade       | 183    |                                  |                               |
| 10      | Portela                    | 181    |                                  |                               |
| 11      | Mocidade Botafoguense      | 168    |                                  |                               |
| 12      | Aquarela Brasileira        | 154,5  | Desce para o Grupo 1-Blocos 2010 |                               |